# 水沙連雜誌
《水沙連雜誌》是一份內容涵蓋南投水沙連地區之生活、產業、生態、藝文與文史等方面之地方雜誌，其刊印出版等經費皆仰賴贊助，發行方式為三個月一期電子刊，半年一期紙本刊。
《水沙連雜誌》創刊於1995年9月，曾在2016年一度停刊，並於2022年復刊。

## 歷史

### 《埔里鄉情》
水沙連雜誌之歷史可追溯到1978年同由黃炳松以及地方仕紳資助經費創辦的《埔里鄉情》。1977年，黃炳松參選縣議員並當選，在隨之而來的正副議長選舉中，黃炳松拒收政治獻金未果，就用利用這筆政治獻金創辦了《埔里鄉情》是全臺首本私人出版的地方性刊物，但其於1984年停刊。

### 《水沙連雜誌》
《水沙連雜誌》由黃炳松與宋金玉等號召同好創立於1995年9月，水沙連雜誌內容涵蓋南投水沙連地區地方生活、產業、生態、藝文與文史等方面，曾在2016年9月因經費與人力等因素停刊，直至停刊為止，水沙連雜誌以季刊形式共發行了48期共954篇報導。2021年12月22日在埔里鎮立圖書館舉行復刊記者會，並於2022年7月29日復刊，發行第49期春季號暨夏季號，並於新社址舉行掛牌儀式。

## 歷任社長
| 任期   | 姓名   |
| ------ | ------ |
| 第一任 | 宋金玉 |
| 第二任 | 陳淑燕 |
| 第三任 | 鄭素霞 |
| 第四任 | 郭瑞霞 |
| 第五任 | 高淑美 |
| 第六任 | 杜淑華 |
| 第七任 | 康翠敏 |

## 外部連結
- 水沙連雜誌社官方網站